# Koivukari (ö i Birkaland, Tammerfors)
Koivukari är en ö i Finland. Den ligger i sjön Kyynäröjärvi och i kommunen Pälkäne i den ekonomiska regionen Tammerfors och landskapet Birkaland, i den södra delen av landet, 140 km norr om huvudstaden Helsingfors. Öns area är 0,1 hektar och dess största längd är 50 meter i nord-sydlig riktning.